# Franz Grafinger
Franz Grafinger (27. listopadu 1859 Grünau im Almtal – 19. října 1918 Grünau im Almtal) byl rakouský politik německé národnosti z Horních Rakous, na počátku 20. století poslanec Říšské rady.

## Biografie
Vychodil národní školu v rodné obci a po tři roky sloužil v armádě.
Působil jako podnikatel a majitel pily. Byl předsedou místní školní rady v Grünau im Almtal a členem dozorčí rady tamní spořitelny. Předsedal také zemědělskému družstvu v Grünau im Almtal. V letech 1891–1911 zastával post starosty Grünau im Almtal. Reprezentoval katolické konzervativce.
Byl i poslancem Říšské rady (celostátního parlamentu Předlitavska), kam usedl v doplňovacích volbách roku 1899 za kurii venkovských obcí v Horních Rakousích, obvod Gmunden, Kirchdorf atd. Nastoupil 18. prosince 1899 místo Johanna Rogla. Mandát zde obhájil i ve volbách roku 1901. Uspěl i ve volbách roku 1907, konaných poprvé podle všeobecného a rovného volebního práva. Byl zvolen za okrsek. Horní Rakousy 19. Mandát zde obhájil i ve volbách roku 1911. Poslancem byl až do své smrti roku 1918. Ve volebním období 1897–1901 se uvádí jako Franz Grafinger, majitel pily a starosta, bytem Grünau.
Ve volbách roku 1901 kandidoval do Říšské rady jako konzervativec. Vstoupil pak do parlamentního Klubu středu, který tvořila zejména Katolická lidová strana. Po volbách roku 1907 zasedal v poslaneckém klubu Křesťansko-sociální sjednocení, po volbách roku 1911 v klubu Křesťansko-sociální klub německých poslanců.
Zemřel v říjnu 1918 na chřipku.